# Oneida (Illinois)
Oneida je grad u američkoj saveznoj državi Ilinois. Prema popisu stanovništva iz 2010. u njemu je živjelo 700 stanovnika.